# داستان ماجراجویی

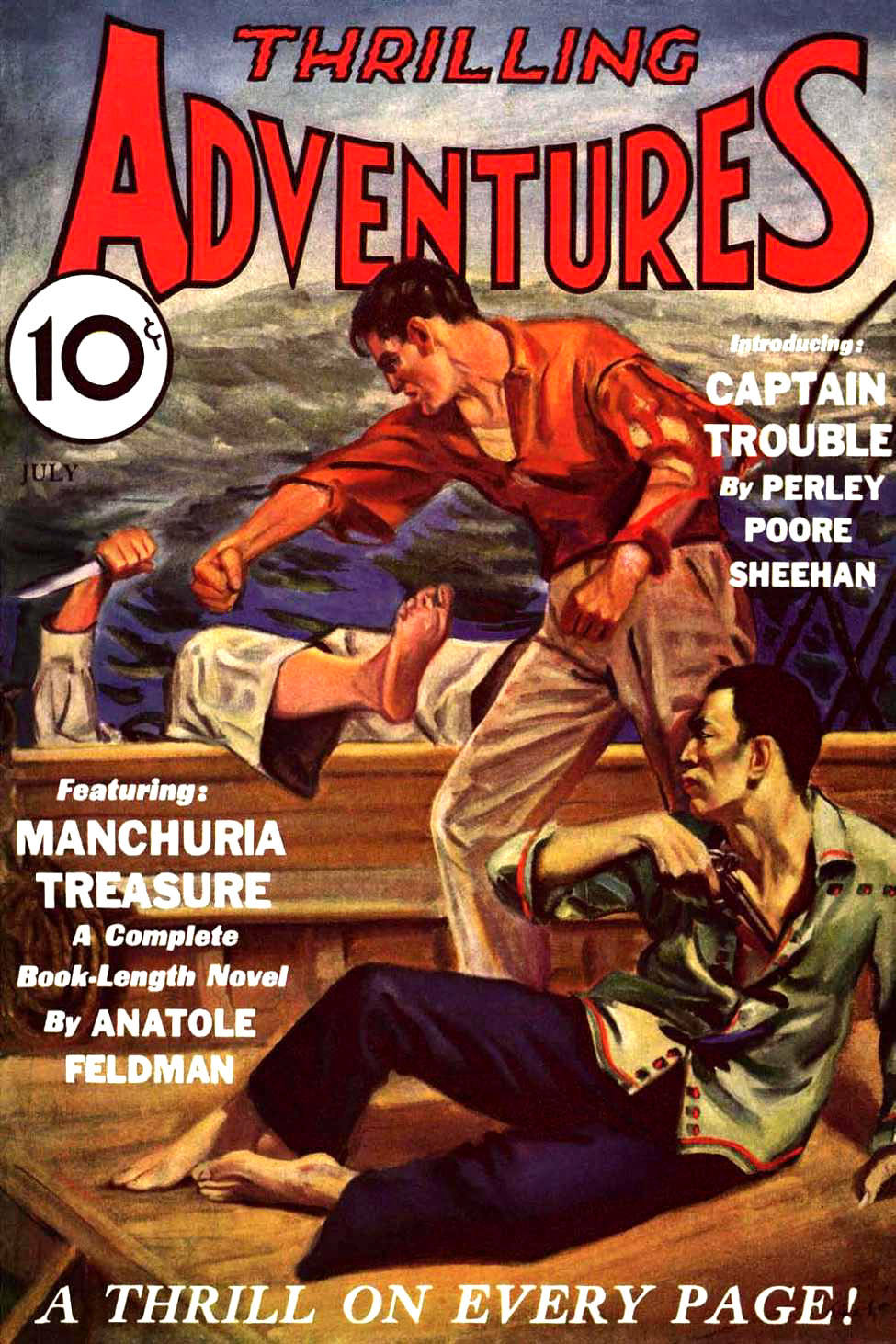
رمان‌ها و داستان‌های کوتاه ماجراجویی از سوژه‌های محبوب مجلات زرد آمریکایی بودند.

داستان ماجراجویی یک ژانر داستانی است که معمولاً یک داستان خطرآفرین را روایت می‌کند یا احساس هیجان را به خواننده القا می‌کند.

## تاریخچه
در مقدمه دانشنامه داستان ماجراجویی (Encyclopedia of Adventure Fiction)، دون آماسا (Don D'Ammassa) این نوع ژانر را به شرح زیر تعریف می‌کند:
.. ماجراجویی یک رویداد یا مجموعه ای از حوادث است که در خارج از زندگی معمولی قهرمان داستان رخ می‌دهد که معمولاً با خطرآفرینی همراه است و اغلب با انجام اعمال فیزیکی صورت می‌گیرد. تقریباً داستان‌های ماجراجویی همیشه به سرعت روایت می‌شوند و تندی داستان به اندازه شخصیت پردازی، صحنه و سایر عناصر یک کار خلاقانه و ابتکاری مهم محسوب می‌شود.
آماسا استدلال می‌کند که داستان‌های ماجراجویی عنصر خطر را در کانون توجه قرار می‌دهند؛ او استدلال می‌کند که رمان داستان دو شهر از چارلز دیکنز یک رمان ماجراجویی است زیرا قهرمانان داستان در معرض خطر زندانی شدن یا کشته شدن هستند، در حالی که رمان آرزوهای بزرگ از دیکنز ماجراجویی نیست زیرا «برخورد پیپ [قهرمان داستان] با مجرم یک ماجراجویی است اما آن صحنه فقط وسیله ای برای پیشبرد داستان اصلی است که به طور قطع کل رمان ماجراجویی محسوب نمی‌شود.»
ماجراجویی از اولین روزهای داستان نویسی یک درون‌مایه عام بوده‌است. در واقع، داستان‌های عاشقانه قرون وسطایی نوعی ماجراجویی را روایت می‌کرد. به دنبال چارچوب داستانی استاندارد که از زمان یونان باستان باقی مانده که در فیلم‌های هالیوودی هنوز زنده است، یک قهرمان قبل از ملاقات با همسرش، یک سری از ماجراها را تجربه می‌کند. در ادامه آنان جدا می‌شوند و یک سری دیگر از ماجراها برای قهرمان داستان رخ می‌دهد که منجر به دیدار مجدد نهایی می‌شود.
تغییرات، این ژانر را زنده نگه داشت. از اواسط قرن نوزدهم به بعد، وقتی سواد توده ای مردم رشد کرد، ماجراجویی به ژانر داستانی محبوب تبدیل شد. در طول سال‌ها تغییرات فراوانی به وجود آمد مانند عوض شدن علاقه مردم به داستان‌های شوالیه‌های زره پوش به داستان‌های جاسوسی با فناوری بالا و غیره.
نمونه‌هایی از نویسندگان آن دوره که در ژانر ماجراجویی فعال بودند عبارتند از والتر اسکات، الکساندر دوما، ژول ورن، خواهران برونته، اچ. رایدر هگرد، ویکتور هوگو، امیلیو سالگاری، لویی هنری بوسنارد (Louis Henri Boussenard) , توماس مین رید (Thomas Mayne Reid), ساکس رومر (Sax Rohmer), ادگار والاس، و رابرت لویی استیونسن.
در عصر ترقی‌خواهی و دهه ۱۹۵۰، رمانهای ماجراجویی و داستان‌های کوتاه سوژه‌های محبوب مجلات زرد آمریکایی بودند و مورد پسند عامه مردم آمریکایی محسوب می‌شدند. چندین مجله زرد مانند Adventure , Argosy , Blue Book , Top-Notch و Short Stories در این ژانر تخصصی هستند. نویسندگان برجسته مجلات زرد در سبک ماجراجویی شامل ادگار رایس باروز، تالبوت موندی (Talbot Mundy), تئودور روزکو (Theodore Roscoe), جانستون مک‌کالی، آرتور او. فریل (Arthur O. Friel), هارولد لمب، کارل جاکوبی (Carl Jacobi), جورج اف وورتس (George F. Worts), ژرژ سودز (Georges Surdez), اچ. بدفورد-جونز (H. Bedford-Jones), و جی آلن دون (J. Allan Dunn) بودند.
داستان‌های ماجراجویی اغلب با ژانرهای دیگر اشتراک دارند، به ویژه رمان‌های جنگی، رمان‌های جنایی، داستان‌های دریایی، داستان‌های جاسوسی (مانند آثار جان باکن، اریک امبلر و ایان فلمینگ)، داستان‌های علمی–تخیلی، فانتزی ،(رابرت هاوارد و جی. آر. آر. تالکین هر دو داستان دنیای خیالی را با رمان ماجراجویی ترکیب کردند) و وسترن. همه کتاب‌های این ژانرها ماجراجویی نیستند. داستان ماجراجویی به عنوان یک ژانر عمدتاً تحت سلطه نویسندگان مرد بوده اگرچه اکنون نویسندگان زن رایج شده‌اند.

## برای کودکان
انتشار داستان‌های ماجراجویی که به‌طور خاص برای کودکان باشد، از قرن نوزدهم آغاز شد. از نمونه‌های اولیه این کتاب می‌توان به خانواده سوئیسی رابینسون (۱۸۱۲) نوشته یوهان داوید ویس، "بچه‌های جنگل جدید" (۱۸۴۷) اثر فردریک ماریات و "دهقان و شاهزاده" (۱۸۵۶) اثر هریت مارتینو اشاره کرد.